# Сенное (Оренбургская область)
Сенное — село в Переволоцком районе Оренбургской области в составе сельского поселения Япрынцевского сельсовета.

## География
Находится на расстоянии примерно 31 километр по прямой от районного центра поселка Переволоцкий на север-северо-восток.

## Население
Население составляло 319 человек в 2002 году (81 % русские), 305 по переписи 2010 года.